# Pete King (Saxophonist)
Peter Stephen George King (* 23. August 1929 in Bow, London; † 21. Dezember 2009) war ein britischer Jazzmusiker, der gemeinsam mit Ronnie Scott den Jazzclub Ronnie Scott’s gründete und bis 1994 betrieb.
King lernte als Jugendlicher Klarinette und Tenorsaxophon bei Harry Lewis, dem Schwiegervater von Vera Lynn. Zunächst arbeitete er in der Fahrzeugunterhaltung von London Transport, doch wurde er bald Berufsmusiker. Er spielte zunächst in den Tanzorchestern von Leslie Hutchinson, Teddy Foster, Ambrose und Oscar Rabin sowie Jack Parnell, wo er 1952 an die Stelle von Ronnie Scott trat. Gemeinsam mit mehreren Musikern aus dem Orchester von Parnell und Ronnie Scott bildete er schließlich ein Ensemble, das dem Modern Jazz verpflichtet war. 1957 wurde er der Manager der Jazz Couriers (bei denen Tubby Hayes und Scott zusammenarbeiteten). Als Saxophonist nahm er auch mit Kathy Stobart und Vic Feldman auf.
1959 gründeten Scott und King den international renommierten Jazzclub Ronnie Scott’s in Soho, den King als Manager leitete und auch nach Scotts Tod 1996 weiterbetrieb, bevor er ihn 2005 an Sally Green verkaufte.
King starb nach langer Krankheit.

## Lexigraphische Einträge
- Richard Cook: Jazz Encyclopedia London 2007; ISBN 978-0-141-02646-6